# كوع مسحوب
الكوع المسحوب أو الكوع المشدود يعرف بأنه خلع جزئي رأسي بشكل نصف قطري للذراع  ويحدث عندما تلتف  حول الجزء الرأسي نصف قطري للذراع فينزلق من مكانه. ويحدث عادة عندما يشد الطفل ذراعه عكس اتجاه جسمه فيكون الذراع نوعا ما مثنيا  وهذا سوف يؤدي إلى عدم تحريك الذراع مما يسبب لديهم الشعور بالألم، كما أن مسك الذراع بدون حركة الكوع عادتا لا يكون مؤلم أو موجع.
و غالبا ما ينتج الكوع المسحوب عن شد أو سحب جزئي فجائي للذراع الممتدة  وقد يحدث هذا عندما يتم رفع أو أرجحة الطفل من ذراعه. وتتضمن الآلية الميكانيكية الأساسية انزلاق الرباط الحلقي الموجود عند الرأس بشكل نصف قطري متبوعا بأن يعلق بين نصف القطر والعظمة الموجودة بجانب الكوع.
و يتم التشخيص عادة بناءَ على الأعراض،  ويمكن عمل صورة أشعة عادية لإستبعاد بقية المشاكل التي قد تكون سببا لهذه الأعراض.
الوقاية من هذه الإصابة تتم بتجنب الأسباب الممكنة. أما العلاج يتم بتقليل تحريك الأمامية للأسفل مع المحافظة على بقاؤها ممدودة من عند الكوع وهذا يكون فعال أكثر من تحريكها للاعلى متبوع بالثني عند الكوع. هذا وإذا تمت العملية بالشكل الصحيح فالطفل سيعود إلى وضعه خلال دقائق، والكوع المسحوبة أمر شائع تحدث عادة عند الأطفال الذين تتراوح أعمارهم  بين سنة وأربع سنوات، على الرغم من أنه يمكن أن يحدث حتى سن السابعة.

## العلامات والأعراض
كما تتضمن الأعراض
- توقف الطفل عن استعمال ذراعه، الذي يكون مثبتا في حالة الإطالة أو تكون مثنية بشكل خفيف وراحت اليد تكون للاسفل.
- انتفاخ خفيف.
- كل الحركات مسموحة باستثناء حركة رفع اليد أو التعليق.
- هذا وتنتج عن شد أو جذب طولي ويكون الرسغ فيه  متوجه للأسفل.
و على الرغم من أن 51٪ من الأشخاص الذين تم الأبلاغ عن وجود هذه الآلية لديهم، فإن 22٪ منهم قالوا أنهم يعانون من الإصابة، وأن المرضى الذين تقل أعمارهم عن ستة أشهر قد أصيبوا بها بعد تحركهم بالسرير. [بحاجة لمصدر]

## الأسباب
و قد لوحظ أن هذه الإصابة تحدث لدى الأطفال الذين تقل أعمارهم عن ستة أشهر والأطفال الأكبر حتى عمر ما قبل المراهقة، وعادة ما تحدث أكثر عند الفتيات وتحديدا باليد اليسرى. والآلية الأساسية للإصابة أنه يحدث شد طولي على مستوى الذراع ويكون الرسغ متوجه للاسفل، كما تحدث عند حمل أو رفع الطفل من رسغه. حتى الآن لا يوجد أي دليل لدعم الافتراض الشائع [بحاجة لمصدر]

## الفيزيولوجيا المرضية
المرفق البعيد للرباط الحلقي الذي يغطي الرأسي نصف القطري ضعيف عند الأطفال بالمقارنة مع البالغين، وهذا قد يؤدي إلى حدوث خلع أو تمزق بسهولة. يشير الأطفال في حالة الألم على الجهة البعيدة من الذراع الأمامية للقريبة عندما يتم سؤالهم عن مكان الألم وهذا ممكن أن يؤدي إلى تظليل معرفة مكان الإصابة وسبب الكسر الناتج عن النصف القطري القريب. لا يوجد خلع في الأنسجة بسبب مرونة الأنسجة الضامة للاطفال.
و تتكون الذراع الأمامية من عظمتين: عظم الكعبرة وعظم الزند، وهما مرتبطتين مع بعضهما البعض عند الكوع من كلا الجهتين القريبة والبعيدة أو من ناحية الرسغ وعند حركة الذراع الأمامية تكون قادر على عمل حركتين هما الانبساط والاستلقاء، وهما عبارة عن حركتان متلاصقتان يقوموا بالدوران حول المحور الطويل للذراع الأمامية. وفي هذه الحركة عظمة الزند تكون مرتبطة مع عظمة العضد من خلال نوع من المفاصل يسمى (hinge- joint) ويكونوا في حالة الثبات، الجزؤ الوحيد الذي يتحرك هو نصف القطر فيحمل الرسغ والذراع حتى يقوم بهذه الحركة الطرف القريب في نهاية الكوع نصف القطر يتم تثبيتها مع الطرف القريب من عظمة الزند من خلال رباط يسمى الرباط الحلقي. وهذا تركيب رباط دائري وتكون فية عظمة الكعبرة حرة الحركة، مع وجود بعض المقيدات الأخرى في الذراع الأمامية للدوران. والنهاية القريبة  للجزء النصف القطري للكوع لدى الأطفال عادة ما تكون محددة  و تسمى النهاية المخروطية وهي أن تكون النهاية القريبة للكوع على شكل مخروط وتكون أقرب إلى للكوع. هذا ومع مرور الوقت يتغير شكل العظم حيث يصبح أسطواني أكثر والنهاية القريبة تصبح أوسع.
إذا تم سحب الذراع الأمامية للطفل، من الممكن أن يسبب هذا شد حيث ينسحب هذا الكوع من الرباط الحلقي عندما تكون القوة كافية ويسبب له تعطيل البناء للذراع كما من الممكن أن يسبب آلام وتقييد جزئي وانثناء وامتداد الذراع وفقدان كامل لحركة الانبساط والاستلقاء للذراع اللمصابة أو المتأثرة.
و نادرا ما تحدث هذه الحالة عند البالغين أو كبار السن لأن تغير الشكل من الرباط النصف قطري يمنع حدوث هذا عند الأطفال الأكبر عمرا أو البالغين لأن الشكل المتغير لنصف القطر المرتبط بالنمو يمنعه.

## التشخيص
التشخيص غالبا يكون بناءا على الاعراض،  وصورة الأشعة العادية تستبعد بقية المشاكل التي قد تكون سببا في هذه الأعراض.

## العلاج
و فيما يخص العلاج، يتم تحريك الذراع المصابة بطريقة معينة بحيث أن المفصل يعود إلى وضعه الطبيعي والطريقتان الأساسيتان هما:
1- الانبساط المفرط
2- مزيج من الاستلقاء والانثناء  كما يحقق الانبساط المفرط معدل نجاح أعلى والألم الناتج عنها يكون أقل من مناورة الانثناء والاستلقاء.

## روابط خارجية
FPNotebook